# Wolfhezerheide
De Wolfhezerheide, is een bos- en heidegebied ten zuiden van de Nederlandse plaats Wolfheze, het is sinds 1939 eigendom van Natuurmonumenten. Het natuurgebied is 264 hectare groot en bestaat behalve uit de heide van Laag Wolfheze en de Doorwerthseheide uit het Wolfhezerbos, oud bos met een gemengde boomgroei dat als bosreservaat wordt beheerd. 
Op de heide leven zes van de zeven in Nederland voorkomende reptielsoorten. De Zandhagedis (Lacerta agilis)
Hazelworm (Anguis fragilis)
Levendbarende hagedis (Zootoca vivipara)
Adder (Vipera berus)
Ringslang (Natrix natrix) en de
Gladde slang (Coronella austriaca)
De enige soort die niet voorkomt op de Wolfhezerheide is de
muurhagedis (Podarcis muralis), die in Nederland alleen voorkomt in het zuiden van Limburg.
Het natuurgebied is cultuurhistorisch en archeologisch van belang. In de zandgrond bevinden zich de resten van het vroegere dorp Laag- of Oud-Wolfheze. Er zijn enkele monumentale prehistorische grafheuvels, een middeleeuwse landweer en de sporen van een Hessenweg aanwezig. Bij de Wolfhezerbeek die hier ontspringt en samen met de Heelsumse Beek water uit het heidegebied afvoert naar de Nederrijn staan enkele zeer oude eiken. Deze werden in de 19e eeuw door schilder Johannes Warnardus Bilders Wodanseiken genoemd en zijn in die tijd door verschillende kunstenaars geschilderd.
Ten noordwesten van de Wolfhezerheide ligt Rijksweg 50. Ter hoogte van de voormalige verzorgingsplaats Kabeljauw is in 2012 een ecoduct over de rijksweg gereed gekomen dat de naam Wolfhezerheide draagt, zoogdieren zoals het ree, reptielen als de gladde slang en de ringslang en andere soorten maken er gebruik van. Ernaast is een voorziening zodat ook wandelaars de snelweg kunnen passeren. Door het natuurgebied is een met blauwe pijlen gemarkeerde 4,5 km lange wandeling uitgezet.

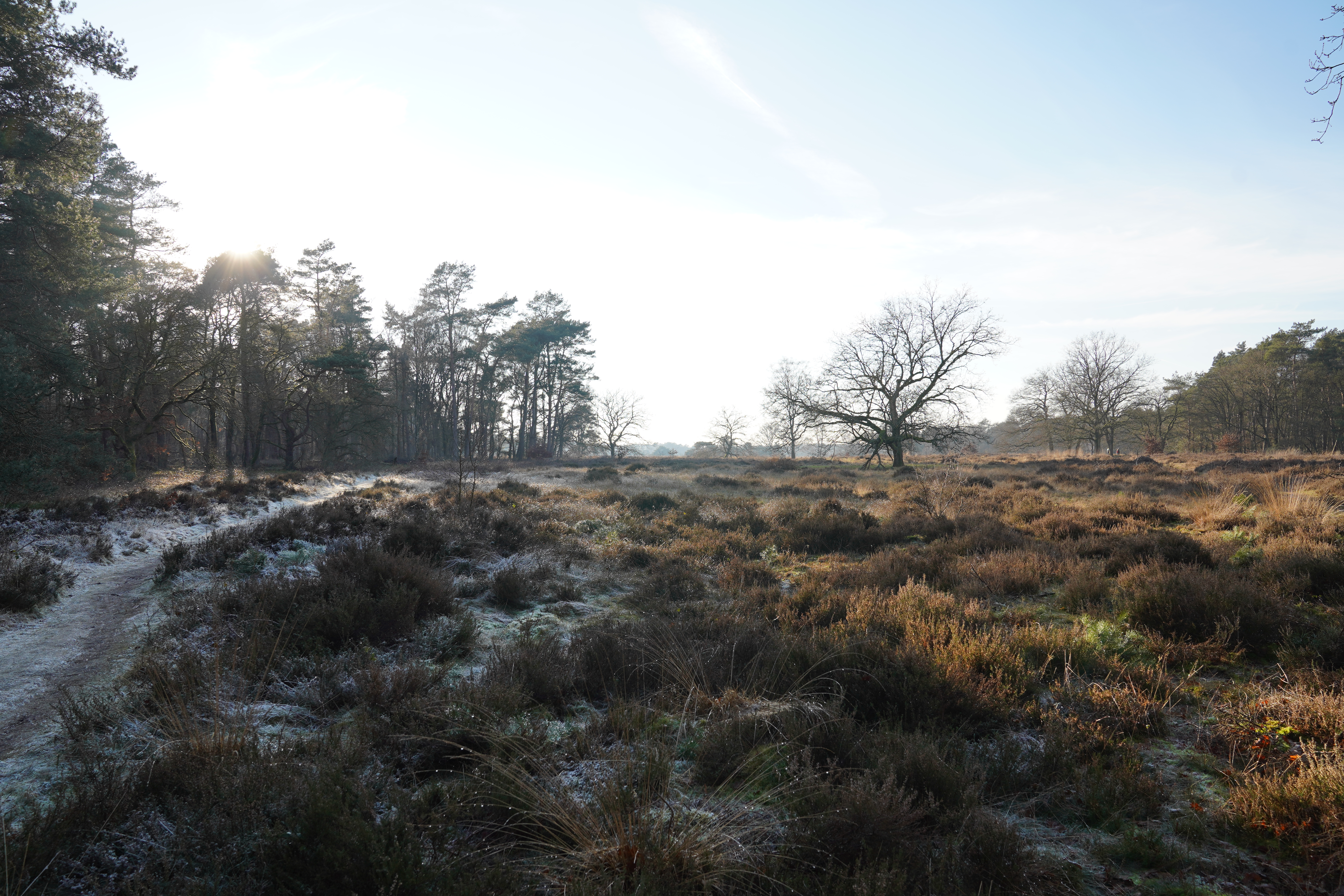
De Wolfhezerheide - tijdens de winter

Aan de zuidzijde wordt het gebied door de provinciale weg 225 afgescheiden van de Cardanusbossen.